# Пам’ятний знак воїнам-односельчанам (с. Весняне, Корецького району Рівненської області)
Пам'ятний знак воїнам-односельчанам— пам'ятка історії місцевого значення встановлено на честь загиблих односельчан. Розміщений обабіч центральньої траси, праворуч від Будинку Культури.

## Історія
В період Великої Вітчизняної війни (1941-1945 рр.) в боротьбі з німецькими загарбниками брали активну участь 68 жителів села Весняне. 
Пройшовши нелегкий шлях до визволення своєї Батьківщини і її світлого майбутнього, 24 воїна-односельчанина за бойові заслуги нагороджені орденами та медалями.
Не повернулись в рідне село з фронтів Великої Вітчизняної війни – тридцять шість воїнів… Саме на честь загиблих земляків було встановлено даний об'єкт культурної спадщини.
Автором пам’ятника є Мельничук І.Б.

## Опис
На триступінчатому постаменті прямокутної форми встановлено скульптуру радянського воїна з дівчинкою, яка пригорнулася до нього. 
Розміри: скульптура – 2,6 м;
постамент – 1,37 х 1,42 х 1,94 м.